# Алессандрия-делла-Рокка
Алесса́ндрия-делла-Рокка (итал. Alessandria della Rocca, сиц. Lisciànnira di la Rocca) — город в Италии, в регионе Сицилия, подчинён административному центру Агридженто.
Население составляет 3787 человек, плотность населения — 62 чел./км². Занимает площадь 61 км². Почтовый индекс — 92010. Телефонный код — 00922.
Покровителем города считается местный образ Богоматери (итал. Santissima Maria della Rocca). Праздник города ежегодно отмечается в последнее воскресение августа.